# 練馬春日町駅
練馬春日町駅（ねりまかすがちょうえき）は、東京都練馬区春日町三丁目にある、東京都交通局（都営地下鉄）大江戸線の駅である。駅番号はE 37。
同駅地上の環八交差点は地上道路から富士山が望めるスポットとして知られ、練馬区の「とっておきの風景」にもリストアップされている。

## 歴史
仮の駅名は「春日町」だった。
- 1991年（平成3年）12月10日：都営12号線の駅として開業[3]。
- 2000年（平成12年）4月20日：都営12号線を大江戸線に改称。
- 2007年（平成19年）3月18日：ICカード「PASMO」の利用が可能となる[6]。
- 2012年（平成24年）12月22日：ホームドア稼働開始。

## 駅構造
島式ホーム1面2線の地下駅。

### のりば
| 番線 | 路線         | 行先             |
| ---- | ------------ | ---------------- |
| 1    | 都営大江戸線 | 六本木・大門方面 |
| 2    | 都営大江戸線 | 光が丘方面       |

（出典：都営地下鉄:駅構内図）

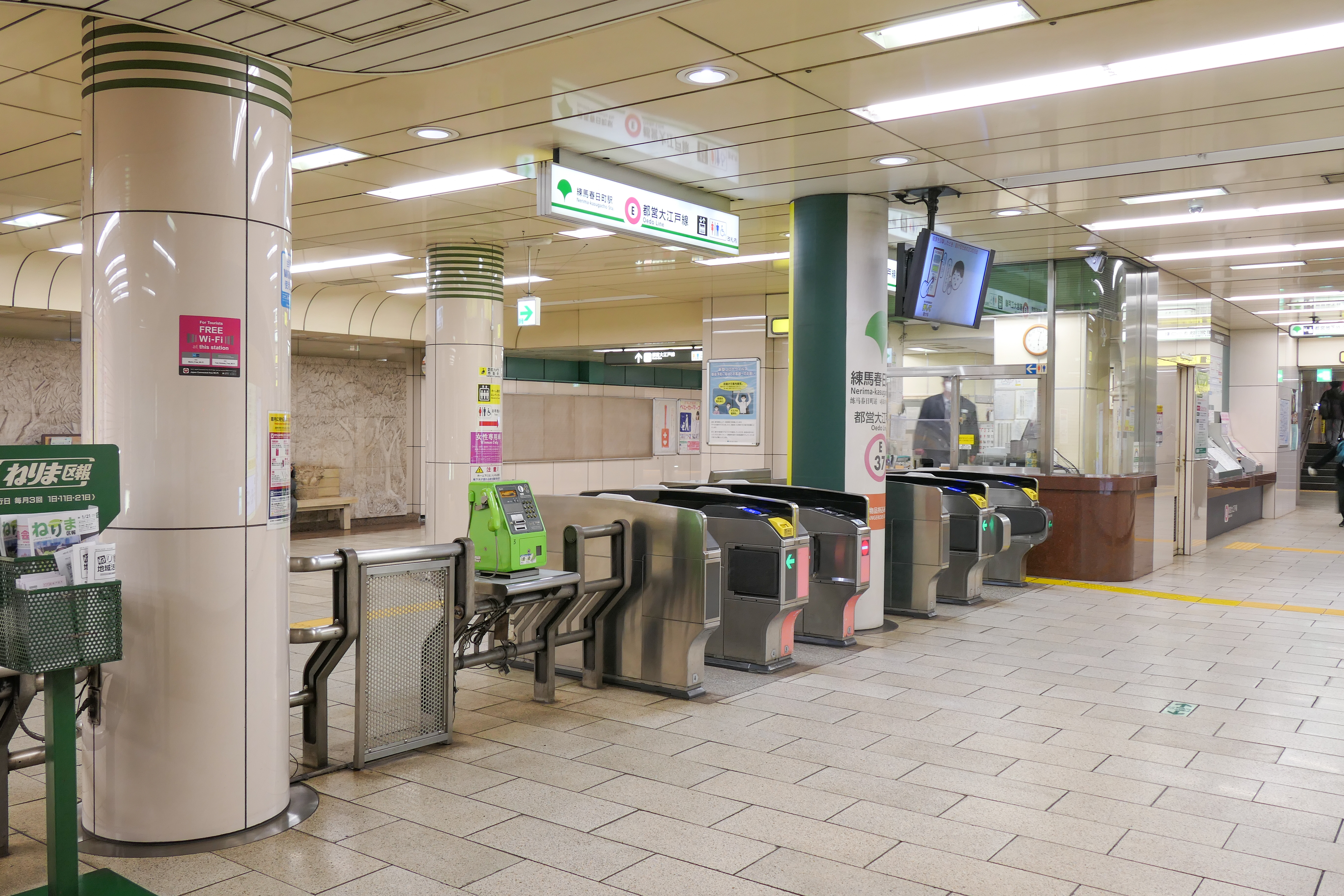
改札口（2023年1月）
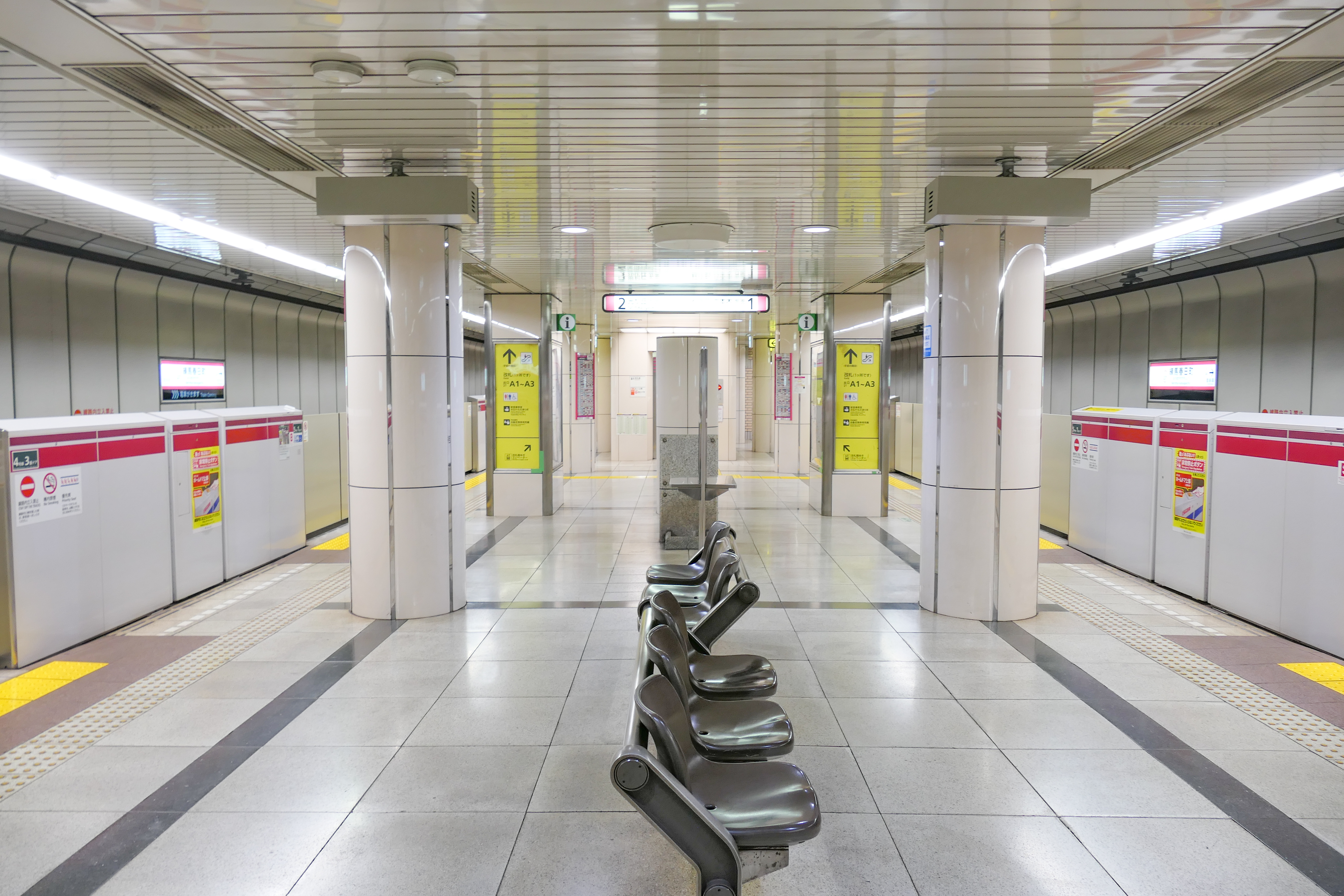
ホーム（2022年5月）

## 利用状況
2023年（令和5年）度の1日平均乗降人員は21,703人（乗車人員：10,906人、降車人員：10,797人）である。
開業以降の1日平均乗降・乗車人員推移は下表の通りである。
| 年度               | 1日平均 乗降人員 | 1日平均 乗車人員 | 出典     |
| ------------------ | ---------------- | ---------------- | -------- |
| 1991年（平成03年） |                  | 2,611            | [ * 1 ]  |
| 1992年（平成04年） |                  | 2,890            | [ * 2 ]  |
| 1993年（平成05年） |                  | 3,030            | [ * 3 ]  |
| 1994年（平成06年） |                  | 3,148            | [ * 4 ]  |
| 1995年（平成07年） |                  | 3,063            | [ * 5 ]  |
| 1996年（平成08年） |                  | 3,132            | [ * 6 ]  |
| 1997年（平成09年） |                  | 3,679            | [ * 7 ]  |
| 1998年（平成10年） |                  | 5,496            | [ * 8 ]  |
| 1999年（平成11年） |                  | 5,861            | [ * 9 ]  |
| 2000年（平成12年） |                  | 6,619            | [ * 10 ] |
| 2001年（平成13年） |                  | 7,345            | [ * 11 ] |
| 2002年（平成14年） | 15,161           | 7,688            | [ * 12 ] |
| 2003年（平成15年） | 16,236           | 8,194            | [ * 13 ] |
| 2004年（平成16年） | 16,931           | 8,534            | [ * 14 ] |
| 2005年（平成17年） | 17,617           | 8,905            | [ * 15 ] |
| 2006年（平成18年） | 18,067           | 9,116            | [ * 16 ] |
| 2007年（平成19年） | 18,560           | 9,370            | [ * 17 ] |
| 2008年（平成20年） | 18,721           | 9,463            | [ * 18 ] |
| 2009年（平成21年） | 18,365           | 9,268            | [ * 19 ] |
| 2010年（平成22年） | 18,415           | 9,280            | [ * 20 ] |
| 2011年（平成23年） | 18,575           | 9,368            | [ * 21 ] |
| 2012年（平成24年） | 19,217           | 9,665            | [ * 22 ] |
| 2013年（平成25年） | 19,943           | 10,033           | [ * 23 ] |
| 2014年（平成26年） | 20,478           | 10,279           | [ * 24 ] |
| 2015年（平成27年） | 20,892           | 10,481           | [ * 25 ] |
| 2016年（平成28年） | 21,535           | 10,794           | [ * 26 ] |
| 2017年（平成29年） | 22,260           | 11,161           | [ * 27 ] |
| 2018年（平成30年） | 23,000           | 11,537           | [ * 28 ] |
| 2019年（令和元年） | 23,110           | 11,591           | [ * 29 ] |
| 2020年（令和02年） | 18,330           | 9,218            |          |
| 2021年（令和03年） | 19,287           | 9,702            |          |
| 2022年（令和04年） | 20,673           | 10,394           |          |
| 2023年（令和05年） | 21,703           | 10,906           |          |

## 駅周辺

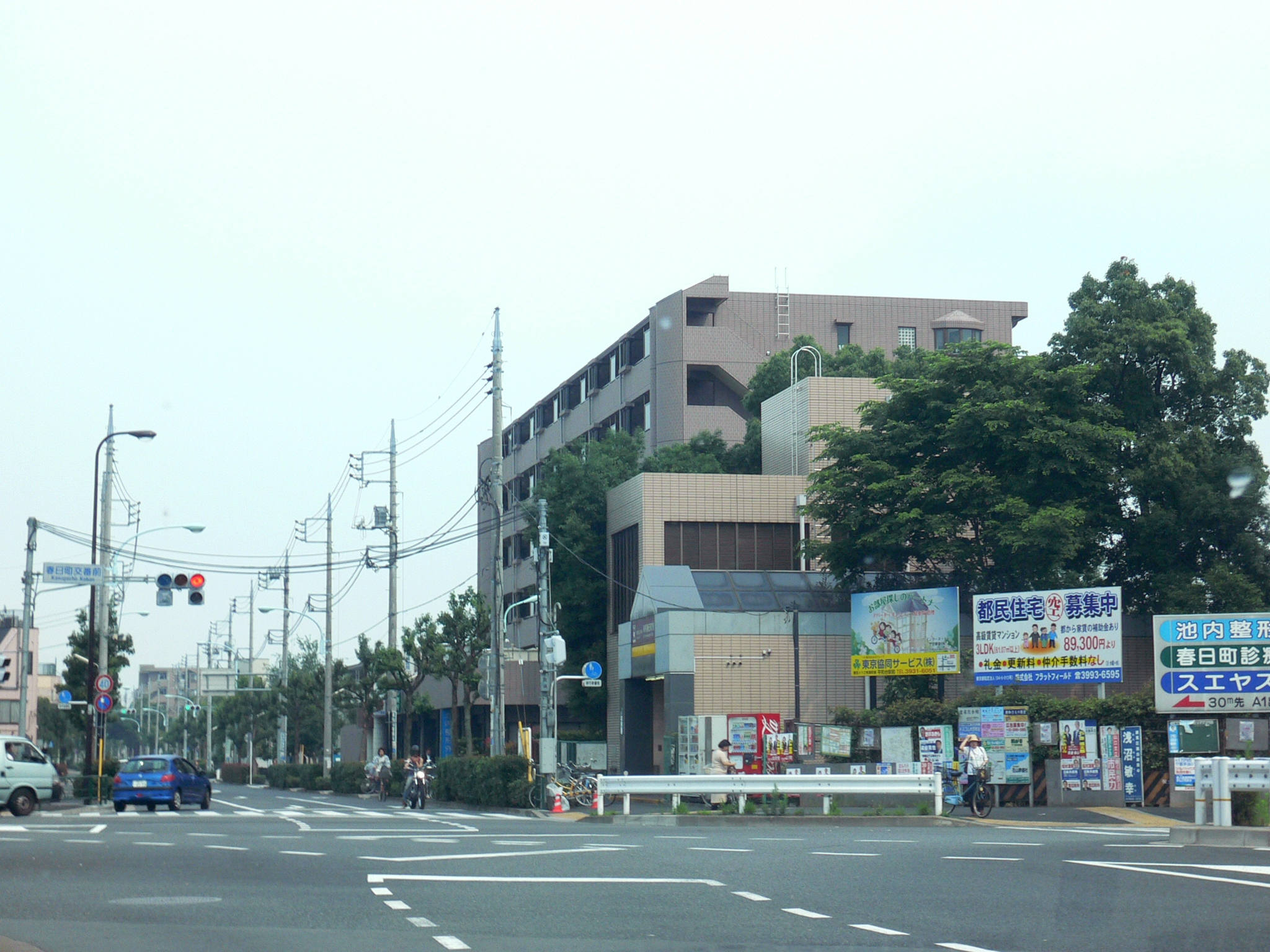
駅前の練馬春日町交差点（2005年6月）

周辺は閑静な住宅街である。近くの富士街道沿いに尾崎豊が幼少期に過ごした木造平屋や彼がよくギターを弾き語りした通称「ボロ公園」があった。
- 東京法務局練馬出張所
- JA東京あおば練馬春日町支店・練馬地区振興センター
- 東京都立練馬高等学校
- サミットストア練馬春日町店
- ウェルパーク練馬春日町店
- ジェーソン練馬春日町店
- 練馬区立春日町図書館
- マツキヨホームセンター練馬春日町店
- 豊島園通り
- 東京都道441号池袋谷原線（富士街道）
- 東京都道443号南田中町旭町線
- 東京都道311号環状八号線（環八通り）
- 東京メトロ有楽町線・副都心線 平和台駅（北東1.4 km）

## バス路線
駅付近に練馬春日町駅と練馬春日町駅東のバス停が存在する。
練馬春日町駅
- 西武バス
  - 練47：練馬駅行・成増駅南口行
- 国際興業バス
  - 赤01：練馬駅行・赤羽駅西口行
  - 練95：練馬駅行・練馬北町車庫行
  - 深夜急行バス：和光市駅南口行（池袋駅西口発平日のみ運行、降車のみ可）

練馬春日町駅東
- 国際興業バス
  - みどりバス氷川台ルート：練馬光が丘病院行・練馬北町車庫行

## 隣の駅
東京都交通局（都営地下鉄）
 都営大江戸線
豊島園駅 (E 36) - 練馬春日町駅 (E 37) - 光が丘駅 (E 38)